# 9017 Babadzhanyan
A 9017 Babadzhanyan (ideiglenes jelöléssel 1986 TW9) a Naprendszer kisbolygóövében található aszteroida. Ljudmila Zsuravljova fedezte fel 1986. október 2-án.